# کالین استینتن
کالین استینتن (انگلیسی: Colin Stinton؛ زادهٔ ۱۰ مارس ۱۹۴۷) یک بازیگر اهل کانادا است.
از فیلم‌ها یا برنامه‌های تلویزیونی که وی در آن نقش داشته است، می‌توان به اولتیماتوم بورن، بوری در مقابل مک‌انرو، شن‌های روان، خانه روسی، ادیسه فضایی و مجموعه تلویزیونی پوآرو اشاره کرد.